# リーグスカップ
リーグスカップ（英語: Leagues Cup）は、MLSとリーガMXに所属するクラブチームが参加するサッカーの大会である。
2019年7月に各リーグ4チーム、計8チームによるトーナメント方式の大会として始まり、2023年からは両リーグから全チームが参加する大会に拡大された。また同年から3位以上のチームにCONCACAFチャンピオンズカップの出場権が与えられ、また優勝チームには同大会のシード権（ベスト16からの参加）が与えられる。

## 歴史
MLSとリーガMXの上位クラブ2007年から2010年まで開催されたスーパーリーガで対戦していた。また両リーグは現在、CONCACAFチャンピオンズカップと、2018年からはMLSカップとカンペオン・デ・カンペオーネスの勝者(=各リーグの年間優勝クラブ)同士で行われるカンペオーネス・カップでも対戦している。
両リーグはチャンピオンズリーグのような大会で、また2016年までメキシコのクラブが出場していたコパ・リベルタドーレス分の日程を使って、2018年からできるだけ早く代わりの試合を開催するために、2リーグ間で計8チームが出場する大会を計画し始めた。
2018年3月、両リーグは新たなパートナーシップを締結し、カンペオーネス・カップの創設と他の2リーグ間大会のオプションを模索していくと発表した。
2019年5月29日、リーグスカップについて初回は8チームが参加し、夏に開催されることが発表された。
この大会の発表はアメリカのサッカー批評家から「意味のない親善試合」であり、アメリカのクラブにとっては「集金のための大会」だと非難された。
またMLS選手協会も、夏の時期の過密日程を理由に、トーナメントの創設に懸念を示した 。

その後、ラスベガスのサム・ボイド・スタジアムが決勝戦の開催地として発表され、ESPNとTUDN2が大会の放送権を獲得した 。またカナダではTSNとTVA Sports、メキシコではTelevisaでも放映されることになった。

2019年7月23日に第1回目のリーグスカップが開幕。成績を基準に各リーグ4チームずつが大会に招待され、トーナメント方式で決勝まで計7試合が行われた。決勝にはクルス・アスルとUANLティグレスが進出、メキシコ対決となった試合をクルス・アスルが2-1で制し、初代王者に輝いた。
2019年7月、MLSとリーガMXは2020年に開催される第2回リーグカップに、各リーグから8チームずつ計16チームが参加すると発表した。MLSからはCONCACAFチャンピオンズリーグの出場権を獲得していないチームの中での各カンファレンス上位4チームが、一方リーガMXからは2019アペルトゥーラ、2020クラウスーラ、2019-20コパ・メヒコの優勝チーム、またリーグ戦の上位5チームが参加する予定であった。
しかしCOVID-19の流行により、2020年5月19日にこの大会の中止が発表された。

2021年のリーグスカップは2019年大会と同じ8チームで開催された。ラスベガスのアレジアント・スタジアムを舞台に行われた決勝では、メキシコのクラブ・レオンが シアトル・サウンダーズを3-2で破り優勝を果たした。
2022年はワールドカップによる過密日程も踏まえ、翌年からのリーグスカップの拡大を見越した準備期間としてMLSとリーガMX各4クラブによる親善試合が「Showcase」として開催された。

## 結果
| 年   | 1位                                                          | 試合結果                                                     | 2位                                                          | 観客数                                                       |                                                              |
| ---- | ------------------------------------------------------------ | ------------------------------------------------------------ | ------------------------------------------------------------ | ------------------------------------------------------------ | ------------------------------------------------------------ |
| 2019 | クルス・アスル                                               | 2–1                                                          | UANL                                                         | 20,132                                                       |                                                              |
| 2020 | COVID-19の流行により中止                                     | COVID-19の流行により中止                                     | COVID-19の流行により中止                                     | COVID-19の流行により中止                                     | COVID-19の流行により中止                                     |
| 2021 | レオン                                                       | 3–2                                                          | シアトル・サウンダーズFC                                     | 24,824                                                       |                                                              |
| 2022 | 両リーグの過密日程を踏まえ、親善試合として数試合が行われた。 | 両リーグの過密日程を踏まえ、親善試合として数試合が行われた。 | 両リーグの過密日程を踏まえ、親善試合として数試合が行われた。 | 両リーグの過密日程を踏まえ、親善試合として数試合が行われた。 | 両リーグの過密日程を踏まえ、親善試合として数試合が行われた。 |
| 2023 | インテル・マイアミCF                                         | 1-1 (PK10-9)                                                 | ナッシュビルSC                                               | 30,109                                                       |                                                              |
| 2024 | コロンバス・クルー                                           | 3-1                                                          | ロサンゼルスFC                                               | 20,190                                                       |                                                              |